# アンドレイ・ペルロフ
アンドレイ・ペルロフ（ロシア語: Андрей Борисович Перлов、ローマ字、Andrey Borisovich Perlov 1961年12月12日 - ）は、ソビエト連邦・ロシアの陸上競技選手。1992年バルセロナオリンピックの金メダリストで男子20km競歩、50km競歩の元世界記録保持者である。ノボシビルスク出身。

## 経歴
ペルロフは、1980年代から1990年代に活躍した競歩選手である。1991年まではロシアの代表として、1992年は独立国家共同体の代表として活躍した。
ペルロフが最初にメジャータイトルを獲得したのは1990年にユーゴスラビアのスプリトで行われたヨーロッパ選手権である。この大会の50km競歩で、東ドイツのベルント・グンメルト、ハートヴィッヒ・ガウダーらをおさえ3時間54分36秒で金メダルを獲得した。
翌1991年に東京で開催された世界選手権でも50km競歩に出場。午前7時スタートにもかかわらず、気温25度、湿度97%、さらには台風直撃という過酷な条件の下でレースは行われた。レースは、ソ連の2人、ペルロフと、アレクサンドル・ポタショフが3位のガウダーらに差をつけて終盤を迎えた。競技場に入っても2人は併歩したまま、そして最後の直線に入っても競おうとせず、ついに2人はゴール直前肩を組み仲良くゴールインした。タイムは2人とも3時間53分09秒であったが、100分の1秒ポタショフが先着しており、ペルロフは銀メダルとなった。
ペルロフは、翌1992年にはバルセロナオリンピックの50km競歩に出場。残り10kmで独歩態勢に入ると、3時間50分13秒で、メキシコのカルロス・メルセナリオらをおさえ、金メダルを獲得した。
バルセロナオリンピックの後、引退した。

## 自己ベスト
- 20km競歩 - 1時間18分20秒 (1990年)
- 30km競歩 - 2時間02分41秒 (1989年)
- 50km競歩 - 3時間37分41秒 (1989年)

## エピソード
- 1991年世界陸上選手権の前哨戦として行われた、1991年IAAFワールドカップ競歩男子50km(サンノゼ)では終盤メキシコのカルロス・メルセナリオを振り切りトップでゴールに向かっていたが、ゴール手前3mのところで失格となった(実際には残り400mで失格の宣告を受けたが、納得のいかないペルロフはそれを振り切ってゴールまで向かったが主任審判員から体当たりをされて止められた)。
- 1991年世界陸上選手権での肩組みゴールイン後、テレビインタビューでポタショフ、ペルロフともに肩を組んだことについて「お互い友達同士なのになぜ1位、2位を争う必要があるんだ？」と語った。その後、2人は授与されたメダルを2つに切って分けあっている。なお、ペルロフは1985年のユニバーシアード神戸大会男子20km競歩でも、同じソ連のモストビクと肩を組んでゴールしてやはり2位と判定された。
- 1989年にマークした男子50km競歩の世界記録は11年間破られなかった。その間、1990年に男子20km競歩でも世界記録をマークし、史上初の2種目同時世界記録保持者となった(2015年にヨアン・ディニズが2人目の達成者となった）。なお、1989年には男子30km競歩でも世界最高記録をマークしている。

## 主な実績
| 年   | 大会                   | 場所                         | 種目     | 結果 | 記録          |
| ---- | ---------------------- | ---------------------------- | -------- | ---- | ------------- |
| 1985 | IAAFワールドカップ競歩 | マン島（イギリス王室従属国） | 50km競歩 | 2位  | 3時間49分23秒 |
| 1985 | ユニバーシアード       | 神戸（日本）                 | 20km競歩 | 2位  | 1時間25分52秒 |
| 1989 | IAAFワールドカップ競歩 | ロスピタレット（スペイン）   | 50km競歩 | 2位  | 3時間44分12秒 |
| 1990 | ヨーロッパ陸上選手権   | スプリト（ユーゴスラビア）   | 50km競歩 | 1位  | 3時間54分26秒 |
| 1991 | 世界陸上選手権         | 東京（日本）                 | 50km競歩 | 2位  | 3時間53分09秒 |
| 1992 | オリンピック           | バルセロナ（スペイン）       | 50km競歩 | 1位  | 3時間50分13秒 |